# Adolphe-Joseph-Louis Alizard
Adolphe-Joseph-Louis Alizard (París, 29 de desembre de 1814 – Marsella, 23 de gener, de 1850) fou un baix-baríton francès.
Va començar la seva carrera musical com a alumne de Chrétien Urhan al violí; però Urhan accidentalment va descobrir que tenia una veu molt fina i el va convèncer d'abandonar el seu instrument i entrar al Conservatori de París com alumne de David Banderali. Debutà el 1837 amb l'òpera Les Huguenots de Meyerbeer, però malgrat el seu talent i bella veu, a causa de la seva lletgesa, el públic el rebé fredament. Després passà a Itàlia, i de retorn a la seva pàtria assolí gran èxit desenvolupant les òperes Robert le diable, El caçador furtiu, La Favorite, Le Prophète. etc.